# 福井警察署
福井警察署（ふくいけいさつしょ）は、福井県警察が管轄する警察署の一つであり、県筆頭の大規模署。

## 所在地
- 福井市開発五丁目103番地1
  - 交通アクセス
    - 京福バス 36系統（県立病院丸岡線）、39系統（大和田丸岡線）「自治会館前」下車、約150 m。北陸新幹線・ハピラインふくい線 福井駅発着路線。
    - えちぜん鉄道勝山永平寺線 越前開発駅から約1.4 km。
    - E8 北陸自動車道 福井北ICから、国道416号経由 約5 km。
    - E67 中部縦貫自動車道 松岡ICから、国道416号経由 約6 km。

### 永平寺分庁舎
- 福井県吉田郡永平寺町松岡吉野堺第14号41番地1

## 沿革
- 1902年（明治35年）12月27日：福井市佐佳枝下町の新築庁舎に移転[1]。
- 1954年（昭和29年）7月：警察法改正により市警察から福井県警察に統合。
- 1972年（昭和47年）11月25日：福井市御幸四丁目の新庁舎へ移転。
- 1979年（昭和54年）9月1日：本署管轄区域を分割し福井南警察署が設置される。
- 2012年（平成24年）11月26日：福井市開発五丁目（国道416号西開発交差点北東角）の新庁舎へ移転。
- 2013年（平成25年）4月1日：永平寺警察署（旧・松岡警察署）を統合し、永平寺警察署を福井警察署永平寺分庁舎に変更。[2]

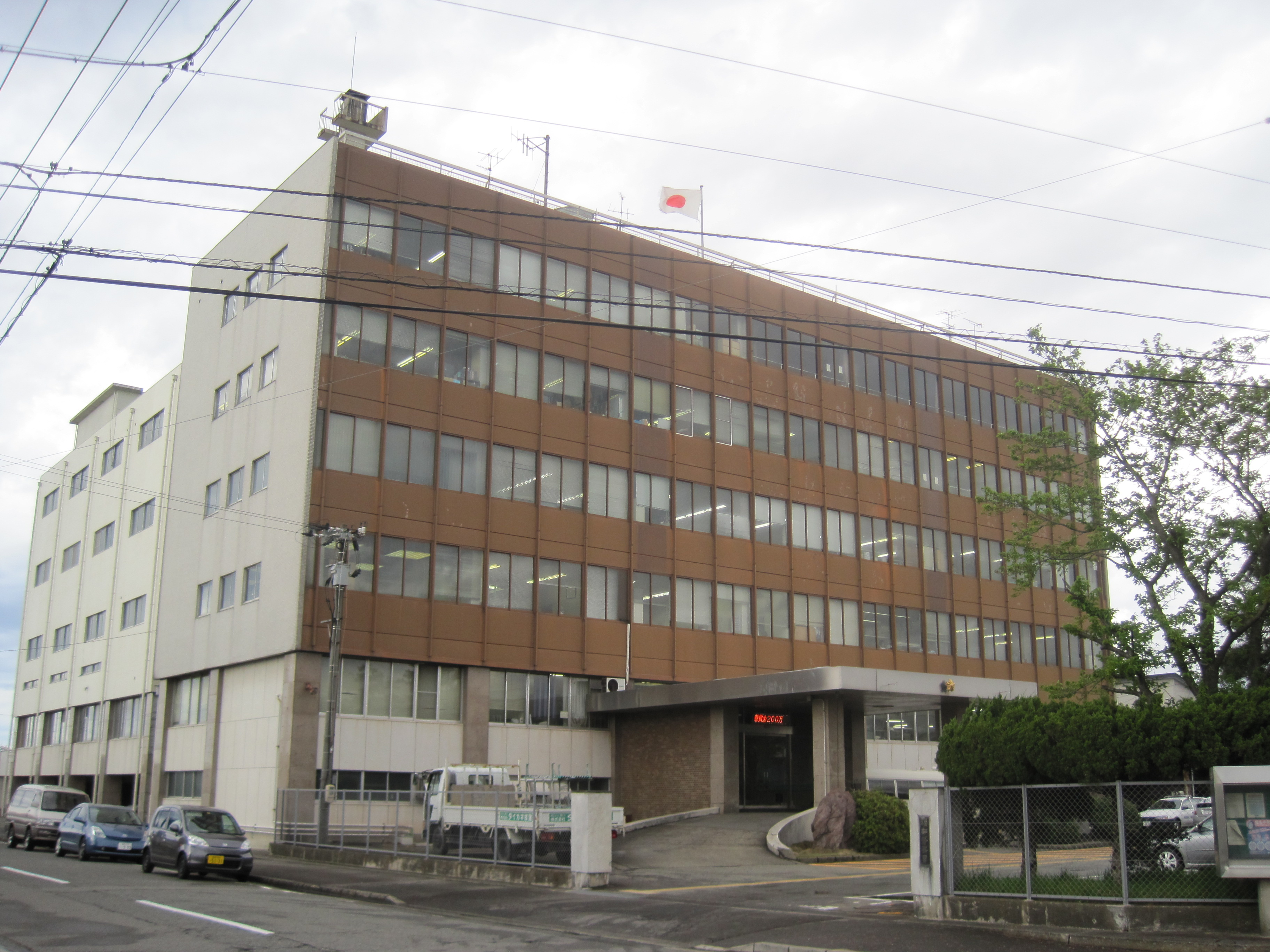
2012年まで使用された旧庁舎

## 管轄区域
- 福井市の一部[3]
  - 足羽川右岸、足羽川と日野川の合流点から日野川と九頭竜川の合流点までの右岸、ならびにその合流点から坂井市境までの九頭竜川右岸。但し、両岸に跨がる美山・酒生・東安居・西藤島地区は左岸部を含む。
- 吉田郡永平寺町[3]

## 組織
- 署長

- 副署長

- 警務課
  - 警務教養(第一係・第二係)
  - 警察安全相談係
  - 取調べ監督係
  - 護送係
- 会計課
  - 会計(第一係・第二係)
- 生活安全課
  - 生活安全庶務係
  - 人身安全対策(第一係・第二係)
  - 少年(第一係・第二係)
  - 生活安全捜査(第一係・第二係)
  - 少年補導係
- 地域第一課
  - 指導第一係
- 地域第二課
  - 指導第二・通信指令係
- 刑事第一課
  - 刑事庶務係
  - 強行・盗犯(第一係～第七係)
  - 鑑識係
- 刑事第二課
  - 知能・組織犯罪対策(第一係～第六係)
- 交通第一課
  - 交通庶務係
  - 交通指導・取締(第一係・第二係)
  - 交通(第一係～第三係)
- 交通第二課
  - 交通安全教育係
  - 免許・事故分析係
  - 規制係
- 警備課
  - 警備(第一係～第三係)

## 交番・警備派出所・駐在所

### 福井市域
- 大手交番（福井市大手3丁目10-1） - 所長は警部。
- 森田交番（福井市八重巻東町10-1）
- 中藤交番（福井市高柳3丁目1608）
- 日新交番（福井市文京5丁目14-24）
- 湊交番（福井市光陽1丁目4-18）
- 明新交番（福井市灯明寺1丁目1303-1）
- 幾久交番（福井市大宮1丁目3-16）
- 丸山交番（福井市丸山1丁目1203-2）
- 米松交番（福井市米松2丁目1-22）
- 和田交番（福井市和田1丁目1-1）
- 宝永交番（福井市大手2丁目15-21）
- 駅前交番（福井市大手2丁目1-21）
- 美山駐在所（福井市品ケ瀬町18-20-2）
- 味見駐在所（福井市西河原町14-1）
- 下宇坂駐在所（福井市市波町22-13-1）
- 河合駐在所（福井市川合鷲塚町11-41）
- 西藤島駐在所（福井市三ツ屋2丁目102）
- 藤島駐在所（福井市上中町27-5-3）
- 酒生駐在所（福井市荒木新保町45-7-1）

### 永平寺町域
- 松岡交番（吉田郡永平寺町松岡吉野堺14-42-1：永平寺分庁舎内）
- 永平寺門前警備派出所（吉田郡永平寺町志比5-15）
- 永平寺駐在所（吉田郡永平寺町諏訪間46-10-1）
- 御陵駐在所（吉田郡永平寺町松岡兼定島36-34-1）
- 上志比駐在所（吉田郡永平寺町山王24-27-1）